# Hochbunker der Kaserne des Flakregiments 12

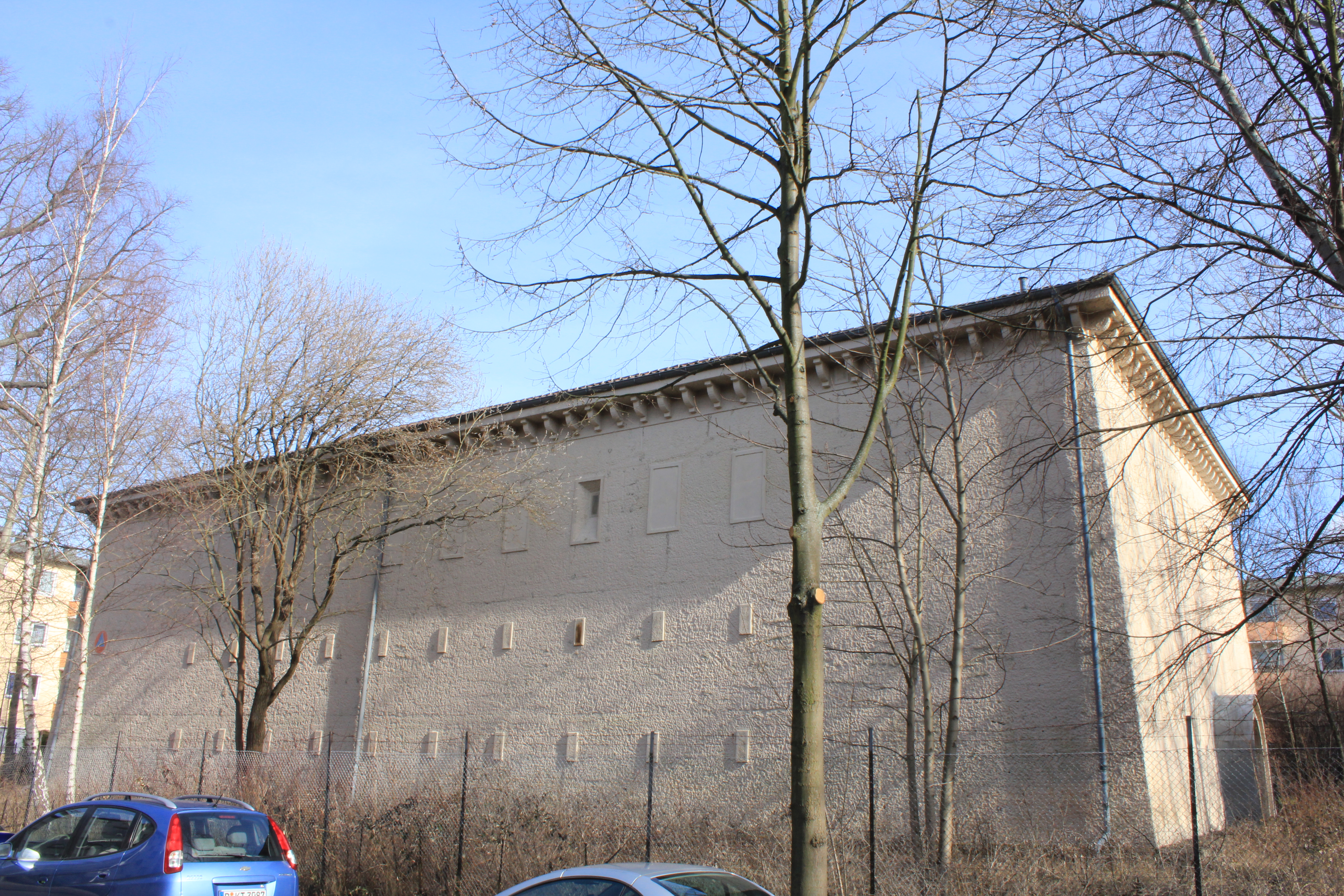
Südseite des Bunkers

Der Hochbunker der Kaserne des Flakregiments 12, auch Hochbunker Eiswaldtstraße genannt, ist ein dreistöckiger Hochbunker vom Typ M 500 in Berlin-Lankwitz, der als ziviler Luftschutzbunker im Zweiten Weltkrieg erbaut wurde. Der Bunker steht unter Denkmalschutz.

## Geschichte
Der Hochbunker wurde 1940 im Rahmen des später „Führer-Sofortprogramm“ genannten Vorhabens von der Baugruppe Langer, welche durch Albert Speer geleitet wurde, als Luftschutzbunker errichtet.  
Es handelt sich um einen Hochbunker vom Typ M 500, benannt nach der ursprünglich vorgesehenen Bettenzahl, welcher vom Grundriss her drei „übereinander gestapelten“ Flachbunkern ähnelt. Bei Luftangriffen sollte der Bunker bis zu 500 Personen aufnehmen können. 
Um den Bunker einigermaßen in das Stadtbild einzufügen und ihn nicht sofort als Schutzeinrichtung erkennen zu lassen, wurde er mit wenigen architektonischen Schmuckelementen versehen, so wurden die Sockel verziert und Gesimse, Konsolen sowie Lüftungsschlitze mit Schmucklinien versehen. Zudem erhielt er ein Walmdach, um von oben eher wie ein Wohnhaus zu erscheinen. Durch das Aufbringen von Spritzputz sollten die Bunkerwände weniger bedrohlich wirken.
Der Bunker war dem in Lankwitz stationierten Flakregiment 12, welches im April 1935 aus der Kraftfahrabteilung 3 hervorgegangen war, zugeteilt. Das Flakregiment 12 war ab 1939 im Fronteinsatz an der Ost- und Westfront und wurde Ende Januar 1943 in Stalingrad vernichtet. Bei den alliierten Luftangriffen wurden von Ende August 1943 bis Anfang September 1943 ein Großteil der umliegenden Gebäude zerstört.
Nach Kriegsende hat ein Mitarbeiter der MITROPA den Bunker umfunktioniert und ihn am 1. Oktober 1945 als Berlins erstes  Bunkerhotel mit 103 Zimmern und insgesamt 160 Betten eröffnet. Das Hotel war bis Oktober 1949 in Betrieb, zum Schluss diente es noch als Hospiz für Heimkehrer und Fernfahrer. Die amerikanische Besatzungsmacht nutzte den Betonklotz danach als Casino, bevor er 1955 an die Mosaik-Film GmbH vermietet wurde. Die nächsten Jahrzehnte diente er als Lagerraum, jedoch nicht nur für Filme. Nach den Erfahrungen der Blockade wurde hier die Senatsreserve eingelagert, um Berlin im Falle einer erneuten Blockade bis zum Wiederaufbau einer Luftbrücke versorgen zu können.
Im Kalten Krieg war der Bunker gemäß dem Zivilschutz- und Katastrophenhilfegesetz eine Zivilschutz-Einrichtung. Nach umfangreichen Sanierungs- und Umbauarbeiten wurde er 1989 als Atomschutzbunker fertiggestellt und in die Zivilschutzbindung übernommen. Die Umbauarbeiten dauerten zwei Jahre.
Mit dem Fall der Berliner Mauer, der Wiedervereinigung Deutschlands und dem Ende des Kalten Krieges wurde das seinerzeit verfolgte Zivilschutzkonzept obsolet. Der Bunkerbau wurde unter Denkmalschutz gestellt.
Nach längerem Leerstand konnte der Senat den Bunker im Jahr 2011 für 100.000 Euro an einen Investor verkaufen. Bis heute (Jahr 2024) hat sich jedoch nichts verändert, lediglich die Eingänge des Bunkers wurden mit Metallgittern vor Vandalen geschützt, um das Grundstück befindet sich nun ein Stahlzaun mit Stacheldraht. Eine Nutzung ist jedoch nicht erkennbar und auch nicht bekannt geworden, die Zukunft des Betonkolosses ist ungewiss.

## Einige Bauwerksdaten
Die Grundfläche beträgt rund 750 Quadratmeter, seine Frontseite ist 21 Meter lang, die Längsseiten sind etwa 35 m lang. 
Das Bauwerk steht etwa mittig in einem von Bäumen und Büschen umgebenen Areal mit einer Ausdehnung von 52 m × 70 m.